# Monique Wölk
Monique Wölk (* 19. März 1976 in Mönchengladbach) ist eine deutsche Politikerin (SPD). Seit Mai 2022 ist sie Abgeordnete im Landtag Mecklenburg-Vorpommern.

## Leben
Wölk wuchs in Mönchengladbach auf und legte dort 1995 das Abitur ab. Anschließend studierte sie Soziologie an der RWTH Aachen. Sie schloss das Studium 2003 mit dem Magistergrad ab. Anschließend wurde sie am Institut für Arbeitswissenschaft an der Universität Kassel mit einer Arbeit zum Thema Partizipative Arbeitsgestaltung – Neue Perspektiven für das Wissensmanagement promoviert und hierfür mit dem „Hans Martin-Preis für innovative und menschengerechte Lösungen von Problemen des Arbeitslebens“ ausgezeichnet. Anschließend ging sie nach Hamburg, um an der dortigen Universität der Bundeswehr im Bereich der Berufspädagogik zu forschen. Ab 2012 arbeitete sie bei der Universität Greifswald. Bis zu ihrem Einzug in den Landtag 2022 war sie schließlich als Koordinatorin bei dem Projekt „Partnerschaft für Demokratie“ des Bundesförderprogramms „Demokratie leben“ in Neustrelitz tätig.
Seit 2018 ist Monique Wölk Vorsitzende des DMB Mietervereins Vorpommern-Greifswald e.V.

## Politik
Wölk ist seit 2011 Mitglied der SPD. Von 2014 bis 2016 war sie als sachkundige Einwohnerin Mitglied des Bau-Ausschusses in Greifswald. Seit 2016 ist sie Mitglied in der Greifswalder Bürgerschaft. Sie kandidierte für die SPD bei der Landratswahl 2018 im Landkreis Vorpommern-Greifswald, unterlag jedoch Michael Sack (CDU).
Bei der Landtagswahl in Mecklenburg-Vorpommern 2021 kandidierte sie auf Platz 29 der Landesliste der SPD, verpasste jedoch zunächst den Einzug in den Landtag. Am 10. Mai 2022 rückte sie für Elisabeth Aßmann in den Landtag Mecklenburg-Vorpommern nach.